# Lepidepecreella cymba
Lepidepecreella cymba är en kräftdjursart som beskrevs av Goës 1866. Lepidepecreella cymba ingår i släktet Lepidepecreella och familjen Lysianassidae. Inga underarter finns listade i Catalogue of Life.